# Siegfried Donndorf
Siegfried Donndorf (* 13. Oktober 1900 in Salbke; † 31. März 1957 in Dresden) war ein deutscher Maler und Bühnenbildner.

## Leben

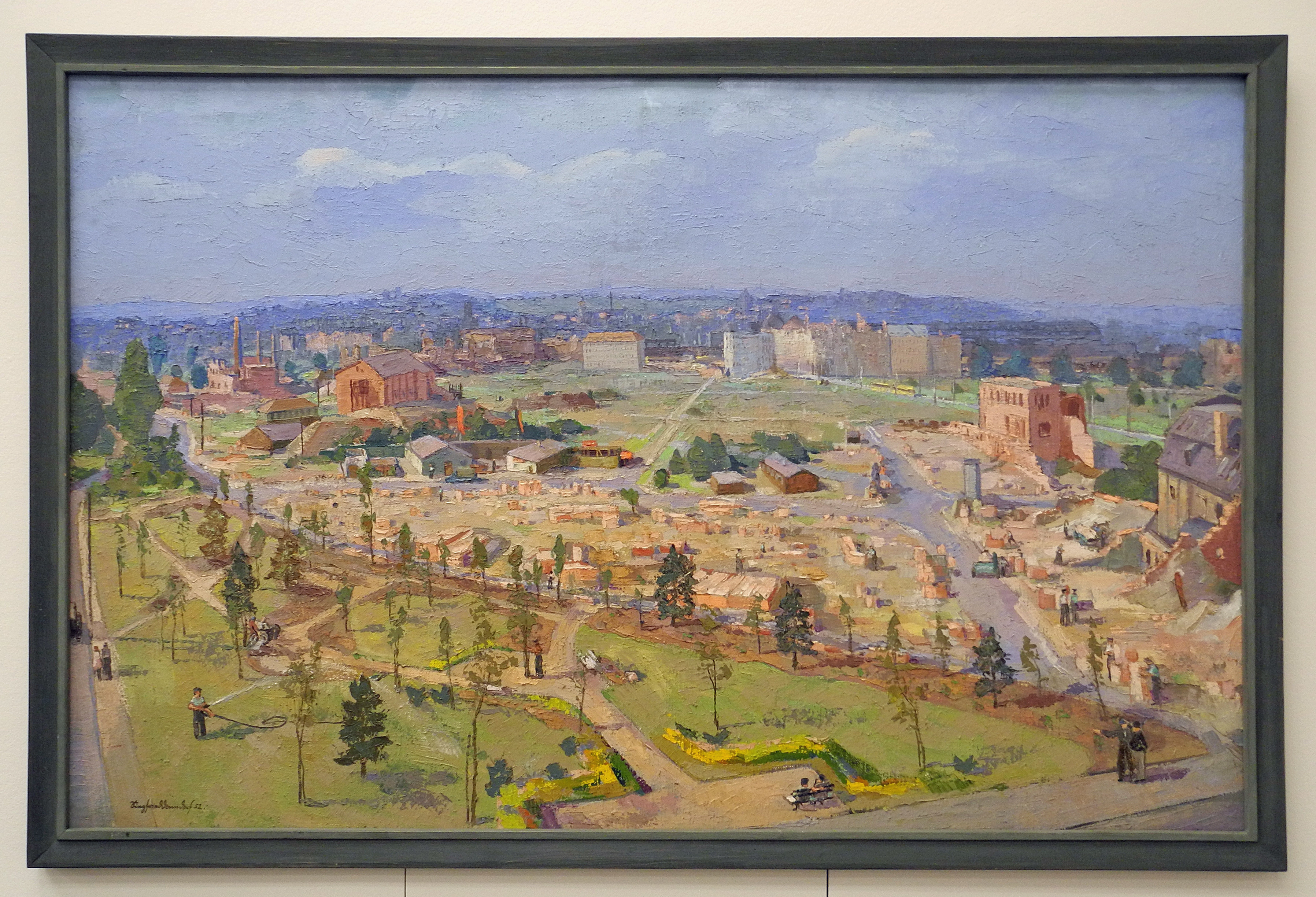
Blick zur Südvorstadt in Dresden

Donndorf wurde als Sohn des evangelischen Pfarrers an der Salbker Sankt-Gertraud-Kirche geboren. Sein Bruder war der spätere Theologe Gotthold Donndorf. Von 1920 bis 1922 studierte er in Berlin bei Emil Orlik. Er setzte sein Studium dann von 1923 bis 1930 bei Richard Dreher und Adolf Mahnke an der Akademie für Bildende Künste Dresden fort. Im Alter von 29 Jahren gewann er den Staatspreis für Landschaftsmalerei, wodurch ihm eine Studienreise nach Italien möglich war. In Dresden wurde Donndorf Mitglied der kommunistischen Künstlergruppe ASSO, die 1933 verboten wurde.
In der Zeit des Nationalsozialismus war Donndorf Mitglied der Reichskammer der bildenden Künste. Für diese Zeit ist seine Teilnahme an sieben großen Ausstellungen und 1937 eine Einzelausstellung im Freiberger Kunstverein mit Hansfritz Werner sicher belegt. 1935/36 unterrichtete er Zeichnen und Malen an der Akademie. Er war auch als Bühnenbildner am Staatstheater Dresden und dem Stadttheater Teschen tätig. Dort war er u. a. 1943 verantwortlich für das Bühnenbild zur Neueinstudierung von „Wallensteins Lager“, die unter der Schirmherrschaft des Standortältesten und unter Mitwirkung der Wehrmacht erfolgte. Von 1939 bis 1941 leistete Donndorf Wehrdienst.
Nach dem Ende des Zweiten Weltkriegs engagierte er sich beim kulturellen Wiederaufbau der Stadt und gehörte er 1947 zu den Mitgründern der Künstlervereinigung Das Ufer – Gruppe 1947. Er wurde Leiter der gemeinsam mit Rolf Krause, Ewald Schönberg, Rudolf Bergander, Rudolf Nehmer, Karl Erich Schaefer und Fritz Skade gebildeten Gruppe. Das Ufer engagierte sich pädagogisch und gesellschaftlich. Mentor der Gruppe war der Freund Donndorfs Kurt Liebmann. Die zahlenmäßig gewachsene Gruppe bestand bis 1951 und löste sich dann auf staatlichen Druck zu Gunsten des Künstlerverbandes auf. Bis zum Tode Donndorfs bestand die Gruppe jedoch innerhalb des Verbandes weiter.  Sein künstlerisches Schaffen befasste sich in dieser Zeit in Zeichnung und Malerei mit dem Wiederaufbau der schwer kriegszerstörten Stadt. Donndorfs Bilder, häufig Landschaftsdarstellungen, werden durch einen feinsinnigen Farbklang geprägt. 1953 übernahm Donndorf den Vorsitz der Verkaufsgenossenschaft Kunst der Zeit. Er bemühte sich über längere Zeit, für seine Künstlergruppe eine Ausstellung im westlichen Teil Deutschlands zu organisieren. Schließlich ermöglichte ihm sein Bruder, der das Rauhe Haus in Hamburg leitete, dort eine Ausstellung durchzuführen. Die erforderlichen Genehmigungen der DDR-Behörden verzögerten das Projekt noch um etwa ein Jahr. Schließlich fand die Ausstellung 1955 statt. Es war die erste in sich geschlossene Ausstellung von DDR-Künstlern in der Bundesrepublik Deutschland.
Donndorf verstarb nach kurzer schwerer Krankheit.

## Werke (Auswahl)
- Selbstbildnis im Atelier (1935, Öl auf Leinwand, 98 × 63 cm; Galerie Neue Meister Dresden, Inv.-Nr. 85/58)[8]
- Fischerboote (Öl auf Baumwolle, 49,5 × 56 cm; Galerie Neue Meister Dresden; Gal.-Nr. 2953)[9]
- Großkraftwerk Hirschfelde (Kollektivarbeit mit Willy Illmer und Fritz Tröger im Rahmen der Wandbildaktion)[10]
- Blick auf die Südvorstadt (1952, Öl auf Leinwand, Städtische Galerie Dresden)

## Teilnahme an zentralen und wichtigen regionalen Ausstellungen in derSowjetischen Besatzungszoneund in derDDR
- 1946, 1949 und 1953: Dresden, Allgemeine Deutsche Kunstausstellung, und 2. und Dritte Deutsche Kunstausstellung
- 1947: Dresden, Klubhaus des Kulturbunds zur demokratischen Erneuerung Deutschlands („Erste Ausstellung Dresdner Künstler“)[11]
- 1947: Bautzen, Stadtmuseum („Frühjahrsausstellung Das Ufer Gruppe 1947 Dresdner Künstler“)[12]
- 1951/1952: Berlin, Museumsbau am Kupfergraben („Künstler schaffen für den Frieden“)
- 1976: Dresden, Albertinum („200 Jahre Malerei in Dresden“)
- 1978/1979: Berlin, Altes Museum („Revolution und Realismus. Revolutionäre Kunst in Deutschland 1917 bis 1933“)
- 1984: Dresden, Pretiosensaal des Schlosses („Das Ufer. Gruppe 1947 Dresdner Künstler. Malerei, Grafik, Plastik 1947 – 1952“)